# Avedøreværket
Avedøreværket er et kraftvarmeværk, der ligger på Avedøre Holme syd for København og er ejet af Ørsted. Værket består af to blokke, med en samlet produktionskapacitet på 810 MW el og 900 MW varme  Værket er tegnet af arkitekterne Claus Bjarrum og Jørgen Hauxner.

## Avedøre 1
Denne blok er fra 1990, og er værkets ældste blok. Avedøre 1 anvender primært træpiller, men kan også benytte kul eller olie som brændsel. Ved at lede overskudsvarmen fra forbrændingen ud til fjernvarmenettet, opnår Avedøre 1 en virkningsgrad på op mod 91%. Medregner man varmeproduktionen, er Avedøre 1 blandt de mest effektive kulfyrede kraftvarmeværker nogensinde.

## Avedøre 2
Denne blok er fra 2001, og er værkets nyeste og mest effektive blok. Blokken er et multifuel anlæg og kan benytte mange former for brændsler deriblandt naturgas, olie, halm og træpiller. Halm og træpiller kan potentielt være CO2-neutrale brændsler, hvis de er anskaffet således at det høstede/fældne CO2-absorberende plantemateriale erstattes med tilsvarende mængde, og anvendelsen af disse kan dermed være med til at nedbringe værkets samlede CO2-udledning.
Brugen af træpiller er kontroversiel, da man importerer træpiller og flis fra andre dele af verden. Ydermere har videnskaben bevist at brugen af netop træbaseret biomasse til brændsel, forurener mere end naturgas til kraftvarme produktion, og prisfaldet på vind- og solenergi vil gøre biobrændsel mindre relevant.
Avedøre 2 har en produktionskapacitet på 585 MW el og 570 MW varme og er dermed værkets mest effektive blok.
Avedøre 2 består af flere enheder. Hovedenheden er en 80 m høj kedel efterfulgt af en dampturbine og en generator. Parallelt hermed er tilsluttet en af verdens største biomasse-kedler. Derudover er der også to gasturbiner med tilhørende afgaskedel. De leverer hver 50 MW el + et fjernvarmebidrag på 25 MW .
Avedøre 2 har en elektrisk virkningsgrad på 49%, hvilket gør den til en af verdens mest effektive. Denne høje elvirkningsgrad opnås kun når værket hovedsagligt producerer el. Når værket også producerer varme til fjernvarmenettet, falder den elektriske virkningsgrad dog, da afgivelsen af varme sker ved en højere temperatur. Medregner man produktionen af varme til fjernvarmenettet kommer virkningsgraden op på 94%.

Som en sidegevinst fremstilles gips af høj kvalitet.